# Henri XXX Reuss de Gera
Henri XXX Reuss (Heinrich XXX., Graf Reuß zu Gera, en allemand), né le 24 avril 1727 à Gera, mort le 26 avril 1802 dans la même ville, est comte de Gera de 1748 à 1802. Il est le chef de la branche cadette de la maison Reuss.

## Biographie
Henri XXX est le fils unique d'Henri XXV Reuss de Gera (1681-1748) et de sa seconde épouse, Sophie-Marie de Birkenfeld-Gelnhausen (1702-1761).
Le début de son règne est marqué par l'achèvement de la résidence d'été des comtes de Gera, le château de Tinz. À l'ouest, Henri XXX crée un parc paysager à la française avec de vastes plans d'eau, des jardins et un ermitage.
Pendant la guerre de Sept Ans, ses États ne sont pas épargnés. La ville de Gera est à plusieurs reprises pillée et occupée par des soldats prussiens. La Prusse exige d'importantes contributions de guerre. Ne pouvant fournir le contingent de soldats demandé par l'occupant, le petit comté de Gera est contraint de payer plusieurs dizaines de milliers de reichsthalers en compensation. Après la fin de la guerre, Henri XXX décide d'appliquer le traité monétaire de 1753 à ses États : il procède alors à la dévaluation des nombreuses pièces en circulation et ordonne la frappe de nouvelles pièces pour stabiliser la situation monétaire et dynamiser l'économie. En parallèle, il ordonne une augmentation des impôts pour financer la reconstruction. Les représentants de la noblesse et des villes s'y opposent fermement, estimant que le comte viole la coutume qui veut qu'aucun impôt extraordinaire ne soit prélevé sans leur approbation.
Il réintroduit plusieurs peines médiévales et gouverne en monarque absolu. Là encore, il rencontre une forte résistance de la part de la noblesse et des paysans, qui finissent par s'unir contre lui. En 1772, ils se plaignent devant la chambre impériale de Wetzlar. Le procès se termine en 1779, lorsque le comte est forcé d'accéder aux demandes des récalcitrants devant la récession qui touche le comté.
Le 18 septembre 1780, la vieille ville de Gera est dévastée par un incendie. C'est une rude épreuve pour Henri XXX. Les deux églises de la ville, Saint-Sauveur et Saint-Jean sont ravagées. La crypte familiale des comtes de Gera n'est pas épargnée. Le comte donne 4 300 florins pour reconstruire Saint-Sauveur. Les travaux débutent rapidement et la nouvelle église est consacrée le 25 décembre 1782, après seulement dix mois de travaux.
Henri XXX meurt le 26 avril 1802 à Gera, il est âgé de 75 ans. Il est inhumé le 5 mai 1802 dans l'église Saint-Sauveur de Gera.

## Mariage et héritage
Henri XXX épouse le 28 octobre 1829 au château de Hungen sa cousine, Louise-Christiane de Birkenfeld-Gelnhausen (1748-1829). Ils n'ont pas d'enfant, de sorte qu'avec la mort d'Henri XXX, la branche des comtes de Gera s'éteint.
Le comté de Gera est alors divisé entre les rameaux restants de la branche cadette : celui des comtes de Schleiz, celui des princes de Lobenstein et celui des comtes d'Ebersdorf. La ville de Gera est quant à elle administrée conjointement.